# Dongbei Dianying Zhipianchang
El Dongbei Dianying Zhipianchang (xinès simplificat: 东北电影制片厂, pinyin: Dōngběi Diànyǐng Zhìpiànchǎng, literalment Estudi de cinema del Nord-est), també conegut pel nom anglés Northeast Film Studio, va ser un dels primers estudis de cinema del nord-est de la Xina. Alhora, se'l considera el primer estudi de cinema creat expressament per un partit comunista.
La rendició del Japó i la fi de la Segona Guerra Mundial van comportar que el 1946 es dissolguera la Manchuria Motion Picture Corporation, amb seu en Changchun. Cèl·lules del Partit Comunista van organitzar els sectors progressistes dels treballadors per a garantir que el material no es perdera. Les parts que van passar a mans comunistes s'integraren a l'estudi de cinema de Yan'an i el Dongbei Dianying Zhipianchang, que absorbiria l'estudi de Yan'an l'1 d'octubre del 1946, quan es reubica a la ciutat de Hegang, que actualment forma part d'Heilongjiang.
Es considera que Dongbei Dianying Zhipianchang és el predecessor de l'actual Changchun Dianying Zhipianchang, ja que l'estudi seria reubicat novament en la ciutat de Changchun l'abril de 1949.
A partir d'aquell moment, les divisions de cinema i animació se separarien. El animadors, majoritàriament el grup que va treballar amb pel·lícules com Huangdi Meng, es traslladarien a Xangai. Allà s'unirien els germans Wan, els talents de l'Acadèmia Central de Belles Arts, l'Institut d'Art de Suzhou i altres artistes de renom per a crear el Shanghai Meishu Dianying Zhipianchang.